# ГЕС Couesque
ГЕС Couesque — гідроелектростанція у центральній Франції. Входить до каскаду на річці Трюйєр (права притока Лоту, який в свою чергу є правою притокою Гаронни), що дренує південну сторону основної частини Центрального масиву. Розташована між ГЕС Броммат (вище за течією) і Cambeyrac.
Для накопичення ресурсу на Трюйєр звели аркову бетонну греблю висотою 70 метрів, довжиною 272 метри та товщиною від 2,7 до 11,4 метра. Вона утримує водосховище площею поверхні 2,6 км2 та об’ємом 56 млн м3.
Машинний зал станції, розташований за півтори сотні метрів від греблі, в 1950 році обладнали двома турбінами типу Френсіс потужністю по 33 МВт. В 1984 році до них додали ще одну турбіну того ж типу потужністю 60 МВт. У сукупності при напорі у 65 метрів це забезпечує річний виробіток на рівні 285 млн кВт-год.
Можливо також відзначити, що водосховище Couesque використовується як нижній резервуар в роботі ГАЕС Montézic.